# 韦臧
韦臧（6世紀—550年），字君理，京兆郡杜陵县（今陕西省西安市）人，出自京兆韦氏东眷，南梁散骑常侍、安远将军、永昌忠贞侯韦粲长子，南梁官员。

## 生平
韦臧历任尚书三公郎、太子洗马、东宫领直。太清三年（549年），侯景攻到建康城时，韦臧率领兵马驻扎在西华门。建康城陷落后，韦臧逃到江州，聚集旧有部曲，占据豫章郡。之后寻阳王萧大心派遣韦臧率领五千士兵镇守建昌，大宝元年（550年）七月，萧大心在寻阳郡向任约投降，韦臧听说后想要率领军队投奔江陵，还没出发，被部下杀害。

## 兄弟
- 韦尼，青塘战死，南梁追赠中书郎
- 韦谅，南陈中录事参军兼记室